# Кожанов, Олег Геннадьевич
Оле́г Генна́дьевич Ко́жанов (5 июня 1987, Ленинград, СССР) — российский футболист, нападающий.

## Биография
Воспитанник петербургской ДЮСШ «Смена». В 2003—2006 годах играл за дубль «Зенита». Сыграл 9 матчей и забил гол за главную команду в чемпионате России 2005 года, а также сыграл 5 матчей в Кубке России 2005/06 и 1 матч в Кубке УЕФА 2005/06.
В 2006 году получил сотрясение мозга в результате нападения. Играл на правах аренды за «Урал» (2006—2007), «Ростов» (2008), «Химки» (2009). В феврале 2010 года перешёл в нижегородскую «Волгу». 31 марта 2011 подписал контракт с «КАМАЗом». 23 января 2012 года подписал контракт с оренбургским «Газовиком». В июне 2012 года перешёл в «Енисей». В июле 2014 года пополнил состав «СКА-Энергии» из Хабаровска. 10 августа 2015 года подписал контракт с петербургским «Динамо».
Летом 2016 года стал игроком любительского клуба «Звезда СПб», а зимнее первенство Санкт-Петербурга 2016/2017 провёл в клубе «Петербург».
В 2020 году — администратор в ФК «Ядро» (Санкт-Петербург), в 2019 году играл за команду.
С 2003 года выступал за юношескую сборную России. С 2007 выступал за молодёжную сборную. Провёл в её составе 5 матчей, забил один гол.
По собственным словам, за время игры в казино проиграл 80 миллионов рублей.
С 2016 года — менеджер по продажам в строительном холдинге «Адамант».

## Достижения
- Победитель Первого дивизиона: 2008